# Leonardo Villeda
Leonardo Villeda (Ciudad de México, 1967) es un tenor mexicano. 

## Biografía
Leonardo Villeda realizó sus estudios en la Escuela Nacional de Música de la Universidad Nacional Autónoma de México. Ha tomado cursos de especialización de canto en el Conservatorio Verdi de Milán y con maestros del Metropolitan Opera House de Nueva York. Obtuvo la Medalla Mozart en 1997 otorgada por la Embajada de Austria y el Instituto Cultural Domecq. Fue finalista y ganador de los concursos Carlo Morelli, Año Mozart y Enrico Caruso en Milán, Italia. En México, ha participado en diversos estrenos de obras, como el oratorio dramático Brindis por un milenio, de Federico Ibarra. Se ha presentado en diversos teatros y orquestas del país, dirigidas por múltiples directores, así como en escenarios de Estados Unidos y Europa.
Leonardo Villeda ha compartido el escenario con cantantes como Fernando de la Mora, Encarnación Vázquez, Maria Katzarava, Conchita Julián, Ramón Vargas y Rolando Villazón.
A menudo, Leonardo Villeda es solista de orquestas mexicanas, como la Orquesta Filarmónica de la UNAM y la Orquesta Filarmónica de la Ciudad de México.
Es el director artístico de la Sociedad Coral Cantus Hominum.

## Repertorio
Su repertorio incluye, entre otros:
- El Mesías de Händel[9]

- Gran misa en do menor (Mozart)[10]

- Novena Sinfonía de Beethoven[6]

- El elixir de amor de Gaetano Donizetti[11]

- Herbstlich sonnige Tage (Soleados días otoñales) de Friedrich Nietzsche[3]

- Stabat Mater de Dvorak[12]

- De la poesía folclórica judía de Dmitri Shostakovich[7]